# Schauman
Schauman (uttalas [sjå'man]) är en adlig släkt, troligen av kurpfalzisk härstamning, senare bosatt i Oger. Ätten finns representerad på såväl Finlands riddarhus som Sveriges riddarhus. Ätten naturaliserades 1686 och introducerades 1697 med överstelöjtnanten Henrik Johan Schauman (född 1649, död troligen mellan 1710 och 1720) samt immatrikulerades på det då nybildade Finlands riddarhus 1818. Ätten återintroducerades i svenska korporationen Riddarhuset 6 juni 1918.

## Kända personer med namnet Schauman
- August Schauman (1826–1896), finländsk publicist
- Berndt Otto Schauman (1821–1895), finländsk publicist
- Berndt Wilhelm Schauman (1857–1911), finländsk industriman, bergsråd
- Eugen Schauman (1875–1904), finländsk aktivist
- Frans Ludvig Schauman (1810–1877), finländsk teolog och politiker, biskop
- Fredrik Waldemar Schauman (1844–1911), finländsk generallöjtnant, senator, guvernör, geheimerråd
- Fridolf Schauman (1837–1924), finländsk-svensk ingenjör
- Georg Carl August Schauman (1870–1930), finländsk historiker, biblioteksman och riksdagsledamot
- Göran Schauman (född 1940), finländsk skådespelare
- Runar Schauman (1908–1977), finländsk skådespelare
- Sigrid Schauman (1877–1979), finländsk konstnär